# USS LST-611
O USS LST-611 foi um navio de guerra norte-americano da classe LST que operou durante a Segunda Guerra Mundial.